# Kiemławki Małe
Kiemławki Małe (deutsch Klein Kemlack) ist ein Dorf in Polen in der Woiwodschaft Ermland-Masuren. Es gehört zum Schulzenamt Podławki (Podlacken) in der Gemeinde Barciany (Barten) im Powiat Kętrzyński (Kreis Rastenburg).

## Geographische Lage

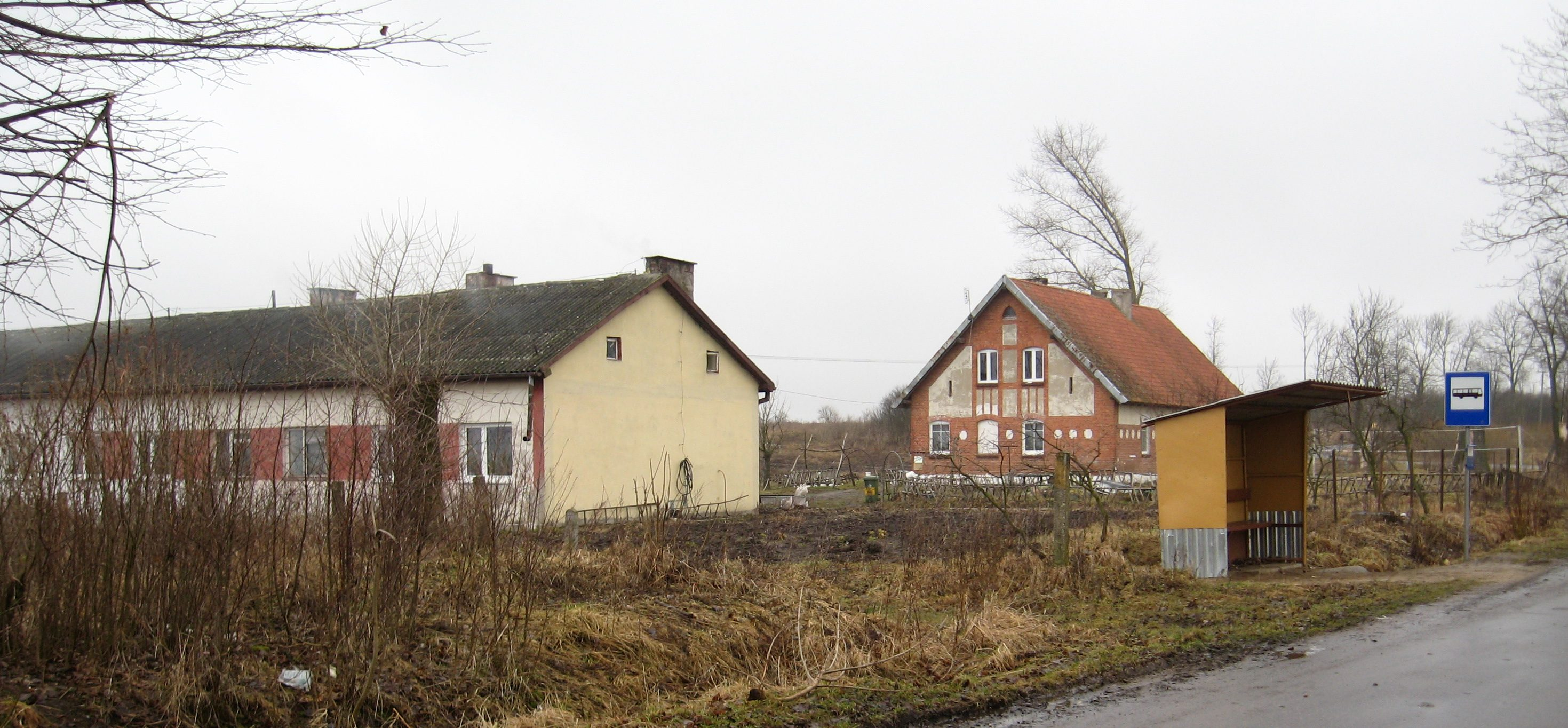
Wohnhäuser in Kiemławki Małe

Das Dorf liegt zehn Kilometer nordwestlich vom Zentrum der Kreisstadt Kętrzyn (deutsch Rastenburg)  etwa 60 Meter über dem Meeresspiegel. Barciany liegt sieben Kilometer in nördlicher Richtung von Kiemławki Małe. Etwa 20 Kilometer nördlich verläuft die Staatsgrenze Polens zur russischen Oblast Kaliningrad.

## Geschichte

### Ortsname
Der Name weist auf die Vegetation: prußisch „kelmis“ (Hut), litauisch „kelmas“ (Sammelbegriff für Pilze, Baumstubben, hohler Baum, aber auch für alle Pflanzen die in der Erde stehen oder angepflanzt werden) sowie „laukas“ (Acker, Feld).

### Ortsgeschichte
Das heutige Kiemławki Małe wurde 1340 als Kelmolauken erwähnt. Das Dorf verfügte über eine Fläche von zwölf Hufe. 1785 wurden zehn Wohnhäuser in der Siedlung gezählt, 1817 lebten in diesen 99 Einwohner, am 1. Dezember 1910 noch 89.
Die Landgemeinde Klein Kemlack wurde 1874 in den neu errichteten Amtsbezirk Wehlack (polnisch Skierki) eingegliedert, der zum Kreis Rastenburg im Regierungsbezirk Königsberg in der preußischen Provinz Ostpreußen gehörte.
Am 30. September 1928 gab Klein Kemlack seine Eigenständigkeit auf und schloss sich mit dem Gut Groß Kemlack (polnisch Kiemławki Wielkie) im Gutsbezirk Wehlack zur neuen Landgemeinde Kemlack zusammen, die bis 1945 bestand.
Im Januar 1945 besetzte die Rote Armee die Gegend. 1970 lebten nur noch 36 Menschen in Kiemławki Małe. Es gab aber im Dorf eine achtklassige Schule in einem neu errichteten Schulgebäude sowie einen Bibliothekspunkt. Nach der Auflösung der Gromadas war das Dorf in der Gemeinde Barciany ab 1973 ein eigenes Schulzenamt, zu dem Kiemławki Wielkie (Groß Kemlack), Podławki (Podlacken), Borszyny (Borschenen), Nowe Borszyny (Neu Borschenen) und Wypęk (Weypoth) gehörten.
Als 1998 die Woiwodschaft Olsztyn aufgelöst wurde, kam das Dorf zur neu gebildeten Woiwodschaft Ermland-Masuren. Heute gehört das Dorf zusammen mit Kiemławki Wielkie zum Schulzenamt Podławki innerhalb der Gmina Barciany im Powiat Kętrzyński.

## Kirche
Bis 1945 war Klein Kemlack in die evangelische Kirche Wenden in der Kirchenprovinz Ostpreußen der Kirche der Altpreußischen Union sowie in die katholische Kirche Rastenburg im Bistum Ermland eingepfarrt.
Heute gehört Kiemławki Małe zur katholischen Pfarrei Winda mit der geographisch näher gelegenen Filialgemeinde in Podławki im Erzbistum Ermland. Die evangelischen Einwohner orientieren sich zur Johanneskirche Kętrzyn in der Diözese Masuren der Evangelisch-Augsburgischen Kirche in Polen.

## Verkehr

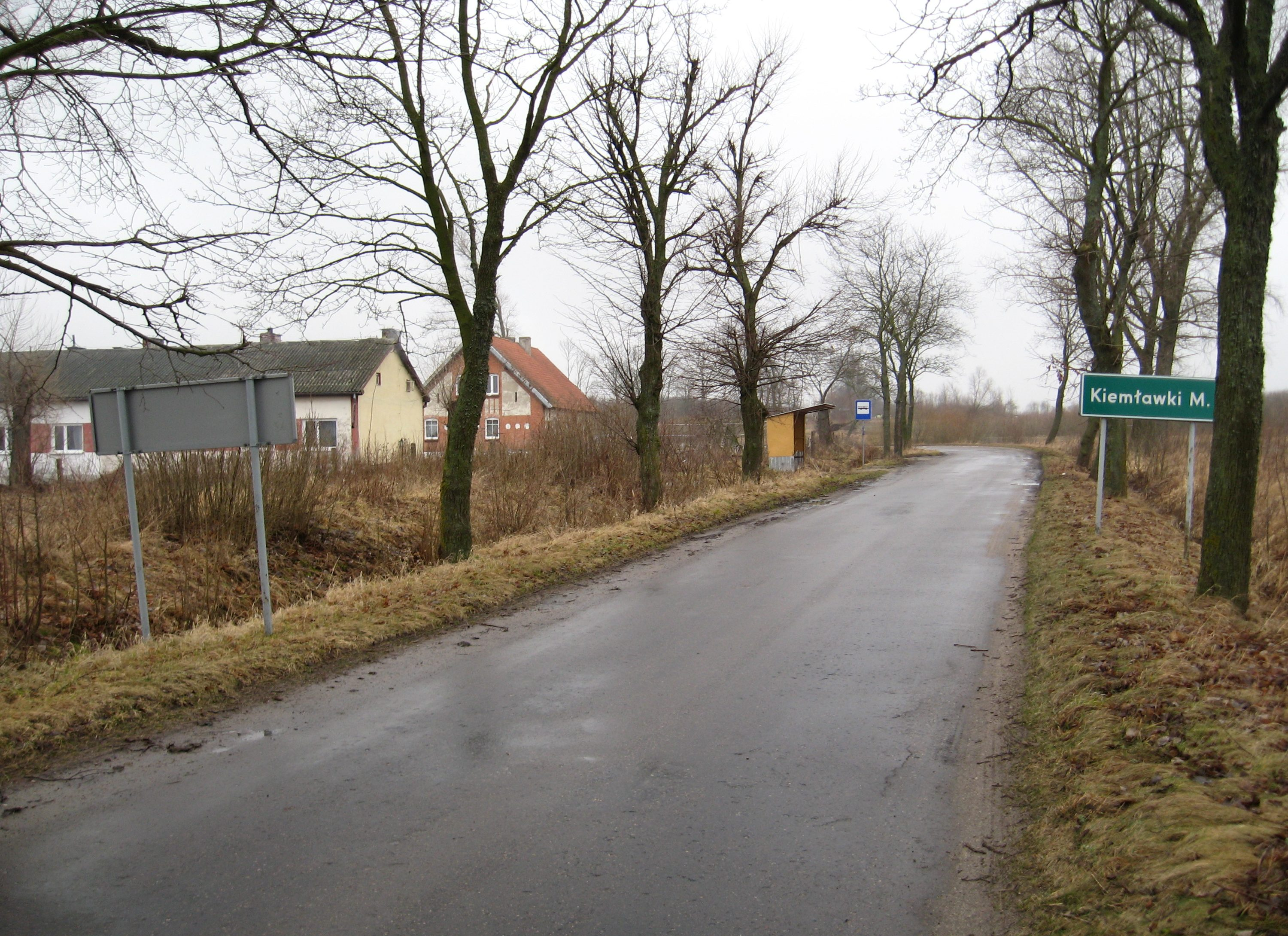
Ortseinfahrt Kiemławki Małe

Durch Kiemławki Małe führt eine Nebenstraße, die in nordwestlicher Richtung durch die Dörfer Kąpławki (Kamplack) und Wilkowo Małe (Klein Wolfsdorf) führt, bevor sie nach etwa sieben Kilometern im einstigen Wilkowo Wielkie (Groß Wolfsdorf) und heutigen Drogosze (Dönhofstädt) auf die Woiwodschaftsstraße 590 trifft.
In südlicher Richtung teilt sich die Straße. In südwestlicher Richtung führt sie durch Kiemławki Wielkie, bevor sie nach fünf Kilometern bei Banaszki (Bannaskeim) in die Woiwodschaftsstraße 592 mündet. Im Osten mündet sie dann in Winda (Wenden) in der Woiwodschaftsstraße 591 (ehemalige deutsche Reichsstraße 141).
Die nächste Bahnstation befindet sich im neun Kilometer südlich gelegenen Kętrzyn.
Der nächste internationale Flughafen ist der Flughafen Kaliningrad etwa 90 Kilometer nördlich von Kiemławki Małe auf russischem Hoheitsgebiet. Etwa 190 Kilometer westlich liegt der Lech-Wałęsa-Flughafen Danzig, der der nächste internationale Flughafen auf polnischem Staatsgebiet ist.